# Cetatea Staufenberg
Cetatea Staufenberg este situată în orașul Staufenberg (Hessen) landul Hessen, Germania.